# Finlandia na Zimowych Igrzyskach Olimpijskich 2022
Finlandia na Zimowych Igrzyskach Olimpijskich 2022 – występ kadry sportowców reprezentujących Finlandię na igrzyskach olimpijskich, które odbyły się w Pekinie, w Chińskiej Republice Ludowej, w dniach 4-20 lutego 2022 roku.
Reprezentacja Finlandii liczyła dziewięćdziesięcioro sześcioro zawodników – czterdzieści cztery kobiety i pięćdziesięciu dwóch mężczyzn.
Był to dwudziesty czwarty start Finlandii na zimowych igrzyskach olimpijskich.

## Zdobyte medale
Finowie zdobyli 8 medali - 2 złote, 2 srebrne i 4 brązowe. 6 z nich były zasługą biegaczy narciarskich, a 2 hokeistów.
Był to dwunasty wynik w dotychczasowej historii startów Finlandii na zimowych igrzyskach olimpijskich i najlepszy od Zimowych Igrzyskach Olimpijskich 2002 w Salt Lake City.
Najbardziej utytułowanym fińskim zawodnikiem igrzysk został biegacz narciarski Iivo Niskanen, który zdobył po jednym medalu z każdego kruszcu.
| Data      | Medal  | Zawodnik | Dyscyplina        | Konkurencja                |
| --------- | ------ | --- | ----------------- | -------------------------- |
| 6 lutego  | Brąz   | Iivo Niskanen | Biegi narciarskie | bieg łączony mężczyzn      |
| 10 lutego | Srebro | Kerttu Niskanen | Biegi narciarskie | bieg indywidualny kobiet   |
| 10 lutego | Brąz   | Krista Pärmäkoski | Biegi narciarskie | bieg indywidualny kobiet   |
| 11 lutego | Złoto  | Iivo Niskanen | Biegi narciarskie | bieg indywidualny mężczyzn |
| 16 lutego | Srebro | Iivo Niskanen Joni Mäki | Biegi narciarskie | sprint drużynowy mężczyzn  |
| 16 lutego | Brąz   | Anni Keisala Eveliina Mäkinen Meeri Räisänen Jenni Hiirikoski Sini Karjalainen Nelli Laitinen Sanni Rantala Ronja Savolainen Minnamari Tuominen Ella Viitasuo Sanni Hakala Elisa Holopainen Michelle Karvinen Julia Liikala Petra Nieminen Tanja Niskanen Jenniina Nylund Sofianna Sundelin Susanna Tapani Noora Tulus Viivi Vainikka Sanni Vanhanen Emilia Vesa                      | Hokej na lodzie   | turniej kobiet             |
| 20 lutego | Brąz   | Kerttu Niskanen | Biegi narciarskie | bieg masowy kobiet         |
| 20 lutego | Złoto  | Jussi Olkinuora Harri Säteri Frans Tuohimaa Niklas Friman Juuso Hietanen Valtteri Kemiläinen Mikko Lehtonen Petteri Lindbohm Atte Ohtamaa Ville Pokka Sami Vatanen Miro Aaltonen Marko Anttila Hannes Björninen Valtteri Filppula Markus Granlund Teemu Hartikainen Leo Komarov Saku Mäenalanen Sakari Manninen Joonas Nättinen Niko Ojamäki Iiro Pakarinen Harri Pesonen Toni Rajala | Hokej na lodzie   | turniej mężczyzn           |

## Reprezentanci

### Biathlon
| Zawodnik                                                    | Konkurencja                | Strzelanie                           | Czas                                      | Miejsce | Źródło |
| ----------------------------------------------------------- | -------------------------- | ------------------------------------ | ----------------------------------------- | ------- | ------ |
| Mari Eder                                                   | bieg indywidualny kobiet   | 3 (1+0+1+1)                          | 48:42,9                                   | 32.     | [ 1 ]  |
| Mari Eder                                                   | bieg pościgowy kobiet      | 4 (0+1+1+2)                          | 39:15,6                                   | 30.     | [ 1 ]  |
| Mari Eder                                                   | sprint kobiet              | 2 (0+2)                              | 22:39,8                                   | 28.     | [ 1 ]  |
| Tuomas Harjula                                              | bieg indywidualny mężczyzn | 4 (1+2+1+0)                          | 58:14,9                                   | 81.     | [ 2 ]  |
| Tuomas Harjula                                              | sprint mężczyzn            | 2 (0+2)                              | 28:21,2                                   | 92.     | [ 2 ]  |
| Olli Hiidensalo                                             | bieg indywidualny mężczyzn | 5 (0+2+0+3)                          | 56:45,6                                   | 74.     | [ 3 ]  |
| Olli Hiidensalo                                             | bieg pościgowy mężczyzn    | 8 (5+0+1+2)                          | 47:04,9                                   | 52.     | [ 3 ]  |
| Olli Hiidensalo                                             | sprint mężczyzn            | 3 (1+2)                              | 26:15,5                                   | 38.     | [ 3 ]  |
| Erika Jänkä                                                 | sprint kobiet              | 0 (0+0)                              | 24:20,9                                   | 73.     | [ 4 ]  |
| Nastassia Kinnunen                                          | bieg indywidualny kobiet   | 4 (0+1+2+1)                          | 50:13,5                                   | 51.     | [ 5 ]  |
| Nastassia Kinnunen                                          | sprint kobiet              | 3 (1+2)                              | 24:30,0                                   | 75.     | [ 5 ]  |
| Heikki Laitinen                                             | bieg indywidualny mężczyzn | 5 (0+2+1+2)                          | 55:52,8                                   | 66.     | [ 6 ]  |
| Heikki Laitinen                                             | bieg pościgowy mężczyzn    | 6 (1+1+1+3)                          | 46:47,2                                   | 49.     | [ 6 ]  |
| Heikki Laitinen                                             | sprint mężczyzn            | 2 (1+1)                              | 26:41,1                                   | 54.     | [ 6 ]  |
| Suvi Minkkinen                                              | bieg indywidualny kobiet   | DNS                                  | DNS                                       | DNS     | [ 7 ]  |
| Suvi Minkkinen                                              | bieg pościgowy kobiet      | 0 (0+0+0+0)                          | 40:38,0                                   | 43.     | [ 7 ]  |
| Suvi Minkkinen                                              | sprint kobiet              | 1 (0+1)                              | 23:21,7                                   | 51.     | [ 7 ]  |
| Tero Seppälä                                                | bieg indywidualny mężczyzn | 2 (0+2+0+0)                          | 52:14,3                                   | 23.     | [ 8 ]  |
| Tero Seppälä                                                | bieg masowy mężczyzn       | 5 (1+0+2+2)                          | 40:47,1                                   | 9.      | [ 8 ]  |
| Tero Seppälä                                                | bieg pościgowy mężczyzn    | 7 (1+1+2+3)                          | 43:30,2                                   | 21.     | [ 8 ]  |
| Tero Seppälä                                                | sprint mężczyzn            | 3 (1+2)                              | 25:47,5                                   | 25.     | [ 8 ]  |
| Suvi Minkkinen Mari Eder Erika Jänkä Nastassia Kinnunen     | sztafeta kobiet            | 0+0 0+0 0+1 2+3 0+2 -                | 19:15,2 17:39,3 21:11,6 LAP               | 16.     | [ 9 ]  |
| Heikki Laitinen Tero Seppälä Olli Hiidensalo Tuomas Harjula | sztafeta mężczyzn          | 0+2 2+3 0+0 0+2 0+1 0+3 0+0 2+3 4+14 | 22:27,8 20:34,7 21:25,2 22:30,0 1:26:57,7 | 17.     | [ 10 ] |
| Suvi Minkkinen Mari Eder Tero Seppälä Olli Hiidensalo       | sztafeta mieszana          | 0+0 0+0 0+2 0+3 0+1 0+0 1+3 0+3 1+12 | 19:24,1 18:14,2 15:12,5 17:15,9 1:10:06,7 | 11.     | [ 11 ] |

### Biegi narciarskie
| Zawodnik                                                          | Konkurencja                | Kwalifikacje | Kwalifikacje | Ćwierćfinały | Ćwierćfinały | Półfinały | Półfinały | Finał                                     | Finał   | Źródło |
| Zawodnik                                                          | Konkurencja                | Czas         | Miejsce      | Czas         | Miejsce      | Czas      | Miejsce   | Czas                                      | Miejsce | Źródło |
| ----------------------------------------------------------------- | -------------------------- | ------------ | ------------ | ------------ | ------------ | --------- | --------- | ----------------------------------------- | ------- | ------ |
| Ristomatti Hakola                                                 | bieg indywidualny mężczyzn | —            | —            | —            | —            | —         | —         | 40:49,6                                   | 28.     | [ 12 ] |
| Perttu Hyvärinen                                                  | bieg indywidualny mężczyzn | —            | —            | —            | —            | —         | —         | 39:00,2                                   | 6.      | [ 13 ] |
| Perttu Hyvärinen                                                  | bieg łączony mężczyzn      | —            | —            | —            | —            | —         | —         | 1:19:22,4                                 | 7.      | [ 13 ] |
| Perttu Hyvärinen                                                  | bieg masowy mężczyzn       | —            | —            | —            | —            | —         | —         | 1:14:49,5                                 | 19.     | [ 13 ] |
| Jasmi Joensuu                                                     | sprint kobiet              | 3:21,05      | 18. Q        | 3:49,93      | 6.           | NQ        | NQ        | NQ                                        | 27.     | [ 14 ] |
| Jasmin Kähärä                                                     | sprint kobiet              | 3:20,43      | 13. Q        | 3:30,52      | 6.           | NQ        | NQ        | NQ                                        | 26.     | [ 15 ] |
| Anne Kyllönen                                                     | bieg indywidualny kobiet   | —            | —            | —            | —            | —         | —         | 29:42,6                                   | 16.     | [ 16 ] |
| Anne Kyllönen                                                     | bieg łączony kobiet        | —            | —            | —            | —            | —         | —         | 48:10,0                                   | 22.     | [ 16 ] |
| Anne Kyllönen                                                     | bieg masowy kobiet         | —            | —            | —            | —            | —         | —         | 1:31:41,0                                 | 20.     | [ 16 ] |
| Remi Lindholm                                                     | bieg indywidualny mężczyzn | —            | —            | —            | —            | —         | —         | 41:40,0                                   | 45.     | [ 17 ] |
| Remi Lindholm                                                     | bieg łączony mężczyzn      | —            | —            | —            | —            | —         | —         | 1:21:49,4                                 | 25.     | [ 17 ] |
| Remi Lindholm                                                     | bieg masowy mężczyzn       | —            | —            | —            | —            | —         | —         | 1:15:55,6                                 | 28.     | [ 17 ] |
| Katri Lylynperä                                                   | sprint kobiet              | 3:22,62      | 24. Q        | 3:24,29      | 5.           | NQ        | NQ        | NQ                                        | 23.     | [ 18 ] |
| Joni Mäki                                                         | sprint mężczyzn            | 2:52,83      | 23. Q        | 2:57,59      | 1. Q         | 2:51,10   | 2. Q      | 3:00,18                                   | 4.      | [ 19 ] |
| Johanna Matintalo                                                 | bieg indywidualny kobiet   | —            | —            | —            | —            | —         | —         | 29:31,2                                   | 14.     | [ 20 ] |
| Johanna Matintalo                                                 | bieg łączony kobiet        | —            | —            | —            | —            | —         | —         | 46:36,5                                   | 12.     | [ 20 ] |
| Johanna Matintalo                                                 | bieg masowy kobiet         | —            | —            | —            | —            | —         | —         | 1:32:01,7                                 | 23.     | [ 20 ] |
| Iivo Niskanen                                                     | bieg indywidualny mężczyzn | —            | —            | —            | —            | —         | —         | 37:54,8                                   | złoto   | [ 21 ] |
| Iivo Niskanen                                                     | bieg łączony mężczyzn      | —            | —            | —            | —            | —         | —         | 1:18:10,0                                 | brąz    | [ 21 ] |
| Kerttu Niskanen                                                   | bieg indywidualny kobiet   | —            | —            | —            | —            | —         | —         | 28:06,7                                   | srebro  | [ 22 ] |
| Kerttu Niskanen                                                   | bieg łączony kobiet        | —            | —            | —            | —            | —         | —         | 44:49,8                                   | 4.      | [ 22 ] |
| Kerttu Niskanen                                                   | bieg masowy kobiet         | —            | —            | —            | —            | —         | —         | 1:27:27,3                                 | brąz    | [ 22 ] |
| Krista Pärmäkoski                                                 | bieg indywidualny kobiet   | —            | —            | —            | —            | —         | —         | 28:37,8                                   | brąz    | [ 23 ] |
| Krista Pärmäkoski                                                 | bieg łączony kobiet        | —            | —            | —            | —            | —         | —         | 45:12,1                                   | 7.      | [ 23 ] |
| Krista Pärmäkoski                                                 | bieg masowy kobiet         | —            | —            | —            | —            | —         | —         | 1:28:35,0                                 | 10.     | [ 23 ] |
| Lauri Vuorinen                                                    | sprint mężczyzn            | 2:50,91      | 11. Q        | 2:54,64      | 3.           | NQ        | NQ        | NQ                                        | 14.     | [ 24 ] |
| Kerttu Niskanen Krista Pärmäkoski                                 | sprint drużynowy kobiet    | —            | —            | —            | —            | 23:00,82  | 2. Q      | 22:13,71                                  | 4.      | [ 25 ] |
| Iivo Niskanen Joni Mäki                                           | sprint drużynowy mężczyzn  | —            | —            | —            | —            | 20:17,81  | 3. Q      | 19:25,45                                  | srebro  | [ 26 ] |
| Anne Kyllönen Johanna Matintalo Kerttu Niskanen Krista Pärmäkoski | sztafeta kobiet            | —            | —            | —            | —            | —         | —         | 14:33,9 14:15,0 12:31,1 12:42,2 54:02,2   | 4.      | [ 27 ] |
| Ristomatti Hakola Iivo Niskanen Perttu Hyvärinen Joni Mäki        | sztafeta mężczyzn          | —            | —            | —            | —            | —         | —         | 32:02,2 28:53,9 29:08,8 29:23,7 1:59:28,6 | 6.      | [ 28 ] |

### Hokej na lodzie
| Drużyna                          | Konkurencja      | Faza grupowa            | Faza grupowa     | Faza grupowa     | Faza grupowa                        | Faza grupowa | Runda kwalifikacyjna | Ćwierćfinały     | Półfinały               | Finał/Finał B                       | Pozycja | Źródło |
| Drużyna                          | Konkurencja      | Przeciwnik Wynik        | Przeciwnik Wynik | Przeciwnik Wynik | Przeciwnik Wynik                    | Pozycja      | Przeciwnik Wynik     | Przeciwnik Wynik | Przeciwnik Wynik        | Przeciwnik Wynik                    | Pozycja | Źródło |
| -------------------------------- | ---------------- | ----------------------- | ---------------- | ---------------- | ----------------------------------- | ------------ | -------------------- | ---------------- | ----------------------- | ----------------------------------- | ------- | ------ |
| Reprezentacja Finlandii kobiet   | turniej kobiet   | Stany Zjednoczone P 2:5 | Kanada P 1:11    | Szwajcaria P 2:3 | Rosyjski Komitet Olimpijski · W 5:0 | 3. Q         | —                    | Japonia W 7:1    | Stany Zjednoczone P 1:4 | Szwajcaria W 4:0                    | brąz    | [ 29 ] |
| Reprezentacja Finlandii mężczyzn | turniej mężczyzn | Słowacja W 6:2          | Łotwa W 3:1      | Szwecja W 4:3    | —                                   | 1. Q         | BYE                  | Szwajcaria W 5:1 | Słowacja W 2:0          | Rosyjski Komitet Olimpijski · W 2:1 | złoto   | [ 30 ] |

Skład reprezentacji Finlandii kobiet
Bramkarki: Anni Keisala, Eveliina Mäkinen, Meeri Räisänen, Obrończynie: Jenni Hiirikoski, Sini Karjalainen, Nelli Laitinen, Sanni Rantala, Ronja Savolainen, Minnamari Tuominen, Ella Viitasuo, Napastniczki: Sanni Hakala, Elisa Holopainen, Michelle Karvinen, Julia Liikala, Petra Nieminen, Tanja Niskanen, Jenniina Nylund, Sofianna Sundelin, Susanna Tapani, Noora Tulus, Viivi Vainikka, Sanni Vanhanen, Emilia Vesa, Trener: Pasi Mustonen
Skład reprezentacji Finlandii mężczyzn
Bramkarze: Jussi Olkinuora, Harri Säteri, Frans Tuohimaa; Obrońcy: Niklas Friman, Juuso Hietanen, Valtteri Kemiläinen, Mikko Lehtonen, Petteri Lindbohm, Atte Ohtamaa, Ville Pokka, Sami Vatanen; Napastnicy: Miro Aaltonen, Marko Anttila, Hannes Björninen, Valtteri Filppula, Markus Granlund, Teemu Hartikainen, Leo Komarov, Saku Mäenalanen, Sakari Manninen, Joonas Nättinen, Niko Ojamäki, Iiro Pakarinen, Harri Pesonen, Toni Rajala; Trener: Jukka Jalonen

### Kombinacja norweska
| Zawodnik                                                | Konkurencja                     | Skok                    | Skok                       | Skok    | Bieg                                    | Bieg    | Miejsce | Źródło |
| Zawodnik                                                | Konkurencja                     | Odległość               | Punkty                     | Miejsce | Czas                                    | Miejsce | Miejsce | Źródło |
| ------------------------------------------------------- | ------------------------------- | ----------------------- | -------------------------- | ------- | --------------------------------------- | ------- | ------- | ------ |
| Ilkka Herola                                            | skocznia normalna/bieg na 10 km | 100,0                   | 115,7                      | 8.      | 25:33,1                                 | 4.      | 6.      | [ 31 ] |
| Ilkka Herola                                            | skocznia duża/bieg na 10 km     | 117,5                   | 95,9                       | 25.     | 28:58,1                                 | 7.      | 16.     | [ 31 ] |
| Eero Hirvonen                                           | skocznia normalna/bieg na 10 km | 93,0                    | 104,1                      | 19.     | 27:02,3                                 | 15.     | 17.     | [ 32 ] |
| Eero Hirvonen                                           | skocznia duża/bieg na 10 km     | 123,0                   | 94,6                       | 26.     | 29:17,3                                 | 9.      | 20.     | [ 32 ] |
| Arttu Mäkiaho                                           | skocznia normalna/bieg na 10 km | 95,5                    | 95,1                       | 27.     | 27:46,3                                 | 19.     | 23.     | [ 33 ] |
| Arttu Mäkiaho                                           | skocznia duża/bieg na 10 km     | 121,0                   | 87,9                       | 28.     | 29:49,0                                 | 12.     | 24.     | [ 33 ] |
| Otto Niittykoski                                        | skocznia duża/bieg na 10 km     | 118,0                   | 79,2                       | 37.     | 32:02,3                                 | 38.     | 37.     | [ 34 ] |
| Perttu Reponen                                          | skocznia normalna/bieg na 10 km | 90,0                    | 94,2                       | 28.     | 27:44,7                                 | 18.     | 22.     | [ 35 ] |
| Ilkka Herola Arttu Mäkiaho Perttu Reponen Eero Hirvonen | drużynowo                       | 118,0 116,5 123,0 123,5 | 94,7 87,6 98,7 104,1 385,1 | 8.      | 12:35,5 12:51,3 12:41,2 13:16,1 53:24,1 | 3.      | 8.      | [ 36 ] |

### Łyżwiarstwo figurowe
| Zawodnik                          | Konkurencja   | SP / RD | SP / RD | FS / FD | FS / FD | Nota łączna | Nota łączna | Źródło |
| Zawodnik                          | Konkurencja   | Punkty  | Poz.    | Punkty  | Poz.    | Punkty      | Poz.        | Źródło |
| --------------------------------- | ------------- | ------- | ------- | ------- | ------- | ----------- | ----------- | ------ |
| Jenni Saarinen                    | solistki      | 56,97   | 25. Q   | 96,07   | 25.     | 153,04      | 25.         | [ 37 ] |
| Juulia Turkkila Matthias Versluis | pary taneczne | 68,23   | 16. Q   | 105,65  | 15.     | 173,88      | 15.         | [ 38 ] |

### Narciarstwo alpejskie
| Zawodnik         | Konkurencja            | 1 przejazd | 1 przejazd | 2 przejazd | 2 przejazd | Łącznie | Łącznie | Źródło |
| Zawodnik         | Konkurencja            | Czas       | Pozycja    | Czas       | Pozycja    | Czas    | Pozycja | Źródło |
| ---------------- | ---------------------- | ---------- | ---------- | ---------- | ---------- | ------- | ------- | ------ |
| Riikka Honkanen  | slalom kobiet          | 56,33      | 37.        | 56,64      | 37.        | 1:52,97 | 37.     | [ 39 ] |
| Riikka Honkanen  | slalom gigant kobiet   | DNF        | DNF        | NQ         | NQ         | DNF     | DNF     | [ 39 ] |
| Rosa Pohjolainen | slalom kobiet          | DNF        | DNF        | NQ         | NQ         | DNF     | DNF     | [ 40 ] |
| Erika Pykäläinen | slalom kobiet          | DNF        | DNF        | NQ         | NQ         | DNF     | DNF     | [ 41 ] |
| Erika Pykäläinen | slalom gigant kobiet   | DNF        | DNF        | NQ         | NQ         | DNF     | DNF     | [ 41 ] |
| Samu Torsti      | slalom gigant mężczyzn | DNF        | DNF        | NQ         | NQ         | DNF     | DNF     | [ 42 ] |

### Narciarstwo dowolne
big air, halfpipe i slopestyle
| Zawodnik     | Konkurencja         | Kwalifikacje | Kwalifikacje | Kwalifikacje | Kwalifikacje | Kwalifikacje | Finał | Finał | Finał | Finał  | Miejsce | Źródło |
| Zawodnik     | Konkurencja         | Z1           | Z2           | Z3           | W            | M            | Z1    | Z2    | Z3    | W      | Miejsce | Źródło |
| ------------ | ------------------- | ------------ | ------------ | ------------ | ------------ | ------------ | ----- | ----- | ----- | ------ | ------- | ------ |
| Anni Kärävä  | big air kobiet      | 82,50        | 52,50        | 62,00        | 144,50       | 12. Q        | 81,00 | 54,00 | 82,50 | 136,50 | 9.      | [ 43 ] |
| Anni Kärävä  | slopestyle kobiet   | 55,80        | 61,73        | —            | 61,73        | 15.          | NQ    | NQ    | NQ    | NQ     | 15.     | [ 43 ] |
| Simo Peltola | big air mężczyzn    | 49,75        | 41,75        | 72,00        | 72,00        | 29.          | NQ    | NQ    | NQ    | NQ     | 29.     | [ 44 ] |
| Simo Peltola | slopestyle mężczyzn | 35,01        | 29,25        | —            | 35,01        | 27.          | NQ    | NQ    | NQ    | NQ     | 27.     | [ 44 ] |
| Jon Sallinen | halfpipe mężczyzn   | 18,00        | 18,50        | —            | 18,50        | 23. Q        | NQ    | NQ    | NQ    | NQ     | 23.     | [ 45 ] |

jazda po muldach
| Zawodnicy      | Konkurencja               | Kwalifikacje | Kwalifikacje | Kwalifikacje | Kwalifikacje | Kwalifikacje | Kwalifikacje | Finał      | Finał      | Finał      | Finał      | Finał      | Finał      | Finał      | Finał      | Finał      | Miejsce | Źródło |
| Zawodnicy      | Konkurencja               | Przejazd 1   | Przejazd 1   | Przejazd 1   | Przejazd 2   | Przejazd 2   | Przejazd 2   | Przejazd 1 | Przejazd 1 | Przejazd 1 | Przejazd 2 | Przejazd 2 | Przejazd 2 | Przejazd 3 | Przejazd 3 | Przejazd 3 | Miejsce | Źródło |
| Zawodnicy      | Konkurencja               | Czas         | Punkty       | Miejsce      | Czas         | Punkty       | Miejsce      | Czas       | Punkty     | Miejsce    | Czas       | Punkty     | Miejsce    | Czas       | Punkty     | Miejsce    | Miejsce | Źródło |
| -------------- | ------------------------- | ------------ | ------------ | ------------ | ------------ | ------------ | ------------ | ---------- | ---------- | ---------- | ---------- | ---------- | ---------- | ---------- | ---------- | ---------- | ------- | ------ |
| Olli Penttala  | jazda po muldach mężczyzn | 24,53        | 75,95        | 9. Q         | BYE          | BYE          | BYE          | 24,39      | 74,68      | 19.        | NQ         | NQ         | NQ         | NQ         | NQ         | NQ         | 19.     | [ 46 ] |
| Jimi Salonen   | jazda po muldach mężczyzn | 24,30        | 76,39        | 4. Q         | BYE          | BYE          | BYE          | DNF        | DNF        | 20.        | NQ         | NQ         | NQ         | NQ         | NQ         | NQ         | 20.     | [ 47 ] |
| Severi Vierelä | jazda po muldach mężczyzn | 26,92        | 69,66        | 25.          | 25,58        | 69,16        | 18.          | NQ         | NQ         | NQ         | NQ         | NQ         | NQ         | NQ         | NQ         | NQ         | 28.     | [ 48 ] |

### Skoki narciarskie
| Zawodnik         | Konkurencja                | Kwalifikacje | Kwalifikacje | Kwalifikacje | Runda 1.  | Runda 1. | Runda 1. | Runda 2.  | Runda 2. | Runda 2. | Suma   | Suma    | Źrodło        |
| Zawodnik         | Konkurencja                | Odległość    | Punkty       | Miejsce      | Odległość | Punkty   | Miejsce  | Odległość | Punkty   | Miejsce  | Punkty | Miejsce | Źrodło        |
| ---------------- | -------------------------- | ------------ | ------------ | ------------ | --------- | -------- | -------- | --------- | -------- | -------- | ------ | ------- | ------------- |
| Antti Aalto      | skocznia normalna mężczyzn | 98,5         | 105,0        | 8. Q         | 101,5     | 130,5    | 10. Q    | 99,5      | 125,6    | 9.       | 256,1  | 12.     | [ 49 ]        |
| Antti Aalto      | skocznia duża mężczyzn     | 126,5        | 123,0        | 7. Q         | 131,0     | 124,3    | 24. Q    | 134,0     | 132,9    | 13.      | 257,2  | 17.     | [ 49 ]        |
| Julia Kykkänen   | skocznia normalna kobiet   | —            | —            | —            | 82,5      | 72,6     | 25. Q    | 75,0      | 67,5     | 26.      | 140,1  | 27.     | [ 50 ]        |
| Niko Kytösaho    | skocznia normalna mężczyzn | DNS          | DNS          | DNS          | DNS       | DNS      | DNS      | DNS       | DNS      | DNS      | DNS    | DNS     | [ 51 ] [ 52 ] |
| Jenny Rautionaho | skocznia normalna kobiet   | —            | —            | —            | 66,5      | 48,5     | 32.      | NQ        | NQ       | NQ       | 48,5   | 32.     | [ 53 ]        |

### Snowboarding
| Zawodnik         | Konkurencja         | Kwalifikacje | Kwalifikacje | Kwalifikacje | Kwalifikacje | Kwalifikacje | Finał | Finał | Finał | Finał | Miejsce | Źródło |
| Zawodnik         | Konkurencja         | Z1           | Z2           | Z3           | W            | M            | Z1    | Z2    | Z3    | W     | Miejsce | Źródło |
| ---------------- | ------------------- | ------------ | ------------ | ------------ | ------------ | ------------ | ----- | ----- | ----- | ----- | ------- | ------ |
| Kalle Järvilehto | big air mężczyzn    | 22,75        | 85,75        | 22,00        | 107,75       | 18.          | NQ    | NQ    | NQ    | NQ    | 18.     | [ 54 ] |
| Kalle Järvilehto | slopestyle mężczyzn | 15,06        | 28,73        | —            | 28,73        | 28.          | NQ    | NQ    | NQ    | NQ    | 28.     | [ 54 ] |
| Carola Niemelä   | big air kobiet      | 12,75        | 58,50        | 42,25        | 100,75       | 20.          | NQ    | NQ    | NQ    | NQ    | 20.     | [ 55 ] |
| Carola Niemelä   | slopestyle kobiet   | 22,36        | 38,43        | —            | 38,43        | 21.          | NQ    | NQ    | NQ    | NQ    | 21.     | [ 55 ] |
| Rene Rinnekangas | big air mężczyzn    | 78,75        | 12,25        | 60,75        | 139,50       | 13.          | NQ    | NQ    | NQ    | NQ    | 13.     | [ 56 ] |
| Rene Rinnekangas | slopestyle mężczyzn | 67,10        | 60,10        | —            | 67,10        | 13.          | NQ    | NQ    | NQ    | NQ    | 13.     | [ 56 ] |
| Enni Rukajärvi   | big air kobiet      | 25,75        | 17,25        | 63,50        | 89,25        | 22.          | NQ    | NQ    | NQ    | NQ    | 22.     | [ 57 ] |
| Enni Rukajärvi   | slopestyle kobiet   | 66,75        | 78,83        | —            | 78,83        | 3. Q         | 30,51 | 71,45 | 23,43 | 71,45 | 7.      | [ 57 ] |